# Киялы (Северо-Казахстанская область)
Киялы (каз. Қиялы) — село в Аккайынском районе Северо-Казахстанской области Казахстана. Административный центр Киялинского сельского округа. Код КАТО — 595845100.

## История
Населённый пункт основан как село Махоровка в 1913 году переселенцами с Поволжья. В 1930 году в Махоровке разместилась центральная усадьба совхоза «Киялинский».
Указом ПВС Казахской ССР от 16.08.1971 года посёлку центральной усадьбы совхоза «Киялинский» присвоено наименование село Киялы.

## Население
В 1999 году численность населения села составляла 3227 человек (1557 мужчин и 1670 женщин).
По данным переписи 2009 года, в селе проживало 2214 человек (1083 мужчины и 1131 женщина).
Национальный состав (данные 2013 года):
- Русские — 1215 человек;
- Украинцы — 465;
- Казахи — 457;
- Немцы — 128;
- Поляки — 66;
- Татары — 40;
- Белорусы — 34;
- Другие национальности — 13.